# Gmina Wąpielsk
Die Gmina Wąpielsk (deutsch Wapielsk) ist eine Landgemeinde im Powiat Rypiński der Woiwodschaft Kujawien-Pommern in Polen. Ihr Sitz ist das gleichnamige Dorf.

## Gliederung
Zur Landgemeinde (gmina wiejska) Wąpielsk gehören 16 Dörfer (deutsche Namen, amtlich bis 1945) mit einem Schulzenamt (sołectwo).
- Bielawki (Bielawki, 1942–1945 Weißfeld)
- Długie I
- Długie II
- Kiełpiny (Kielpiny, 1942–1945 Schilfsee)
- Kierz Półwieski
- Kierz Radzikowski
- Lamkowizna
- Łapinóżek (Lapinozek, 1942–1945 Lapfelde)
- Półwiesk Duży
- Półwiesk Mały
- Radziki Duże (Radziki Duze, 1942–1945 Ratsfelde)
- Radziki Małe
- Ruszkowo (Ruszkowo , 1942–1945 Rüskenfeld)
- Tomkowo
- Wąpielsk I (Wapielsk, 1939–1942 Wompielsk, 1942–1945 Ährendorf)
- Wąpielsk II

Weitere Ortschaften der Gemeinde ohne Schulzenamt sind Kupno (Kupna, 1942–1945 Kaufen) und Łapinóż-Rumunki.